# 泰谢拉 (拜昂)
泰谢拉是葡萄牙波尔图区的一个堂区。总面积20.85平方公里，总人口874人，人口密度41.9人/平方公里。